# ماجراهای پینوکیو (مجموعه کارتونی ۱۹۷۶)
ماجراهای پینوکیو (ژاپنی: ピコリーノの冒険) نام یک مجموعهٔ کارتونی ژاپنی است که بر پایهٔ رمان پینوکیو اثر کارلو کلودی ساخته شد و در سال ۱۹۷۶ منتشر شد.

## پخش در ایران
اولین قسمت این کارتون در ایران از دوشنبه ۴ اردیبهشت سال ۱۳۵۷ از سیمای ایران (شبکه اول) رادیو تلویزیون ملی ایران با عنوان  پینوکیو  پخش شد. همزمان شدن پخش این مجموعه با وقایع انقلاب اسلامی در ایران سبب شد تا این کارتون به صورت کامل دیده نشود. از این رو مسئولین تصمیم گرفتند تا بلافاصله پس از پخش آخرین قسمت تمام سریال را از نو پخش کنند.

## دوبله مجموعه در ایران
این سریال به صورت فی‌البداهه دوبله شد. به گفته مرتضی احمدی «پینوکیو بر اساس برداشت خود ما از قصه سریال دوبله شد و مردم هم از آن بسیار استقبال کردند. ماجرا از این قرار بود که این مجموعه به مدت یک سال بدون هیچ متنی که شامل دیالوگ‌های آماده برای دوبله به زبان فارسی باشد در استودیو بلاتکلیف مانده بود، تا این‌که سرانجام آن زمان با آقای کنعان کیانی صحبت کردیم و به این نتیجه رسیدیم که باید خودمان آن را برای تلویزیون دوبله کنیم؛ بنابراین چهار نفری به اتفاق دوبلورها سریال را دیدیم و خط قصه دستمان آمد و شروع به کار کردیم. تمام قسمت‌هایی که شما از پینوکیو دیدید دربردارنده دیالوگ‌های خود ما بود... .»
دوبلورهای این کارتون محبوب به شرح زیر بودند:
- پینوکیو: نادره سالارپور
- جینا (جوجه اُردک): ناهید امیریان / فریده شیرازی در قسمت ‏اول
- روباه مکار: مرتضی احمدی
- گربه نَره: کنعان کیانی
- روکو (دارکوب): مهدی آژیر
- فرشته مهربان / جولیتا (گربه تنبل): پری هاشمی
- پدر ژپتو: نصرت‌الله حمیدی / مرتضی احمدی [۳]

مدیر دوبلاژ: نصرت‌الله حمید (از قسمت ۱ تا ۱۰)، هوشنگ مرادی (از ۱۱ تا آخر)